# カール・マルクス勲章
カール・マルクス勲章（カールマルクスくんしょう、ドイツ語：Karl-Marx-Orden）は、ドイツ民主共和国における最高位の勲章である。受章者には特典として、2万マルクが贈呈された。
この勲章は、カール・マルクス生誕135周年記念日の1953年5月5日に、閣僚評議会の勧告により創設された。そして思想、文化、経済、その他の分野において、優れた功績をあげた個人、企業、組織、軍隊に与えられた。加えて、他国の個人もこの賞を受け取ることが出来た。同一人物ないし団体が本勲章を複数回受賞することも可能だった。
ドイツ民主共和国にはこのほか、「ドイツ民主共和国英雄」（Held der DDR）という栄誉称号も存在した。受賞者にはドイツ民主共和国英雄勲章に加えて、同時にカール・マルクス勲章と2万5000マルクが授与された。

## 主な受賞者
（※括弧内は受賞年）

### 組織
- ノイエス・ドイチュラント（ドイツ社会主義統一党機関紙）

### 軍隊
- 人民海軍第6艦隊（1984年）

### 個人
- オットー・グローテヴォール - SED議長、首相（1953年）
- ヴィルヘルム・ピーク - SED議長、大統領（1953年）
- オットー・ウィンツァー - 外相（1962年）
- ホルスト・ジンダーマン - 首相（1975年）
- ヴィリー・シュトフ - 国防相、国家評議会議長、閣僚評議会議長（首相）（1969年、1974年、1984年、1989年）
- カール＝ハインツ・ホフマン - 国防相（1970年、1980年、1985年）
- フリードリヒ・ディッケル - 内相（1973、1983年、1985年）
- エーリッヒ・ミールケ - 国家保安相（1973年、1977年、1982年、1987年）
- マルクス・ヴォルフ - 国家保安次官（1974年、1987年）
- エーリッヒ・ホーネッカー - SED書記長、国家評議会議長（1969年、1972年、1977年、1982年、1985年）
- エゴン・クレンツ - 国家評議会議長（1983年）
- ハンス・モドロウ - 首相（1978年）
- ギュンター・シャボフスキー - SED政治局員（1989年）
- ジークムント・イェーン - 国家人民軍航空軍軍人、宇宙飛行士

### 外国人受賞者
- ヨシップ・ブロズ・チトー - ユーゴスラビア大統領（1977年）
- ニコラエ・チャウシェスク - ルーマニア大統領（1988年）
- 金日成 - 北朝鮮国家主席